# Ingolfexpeditionen 1895 och 1896

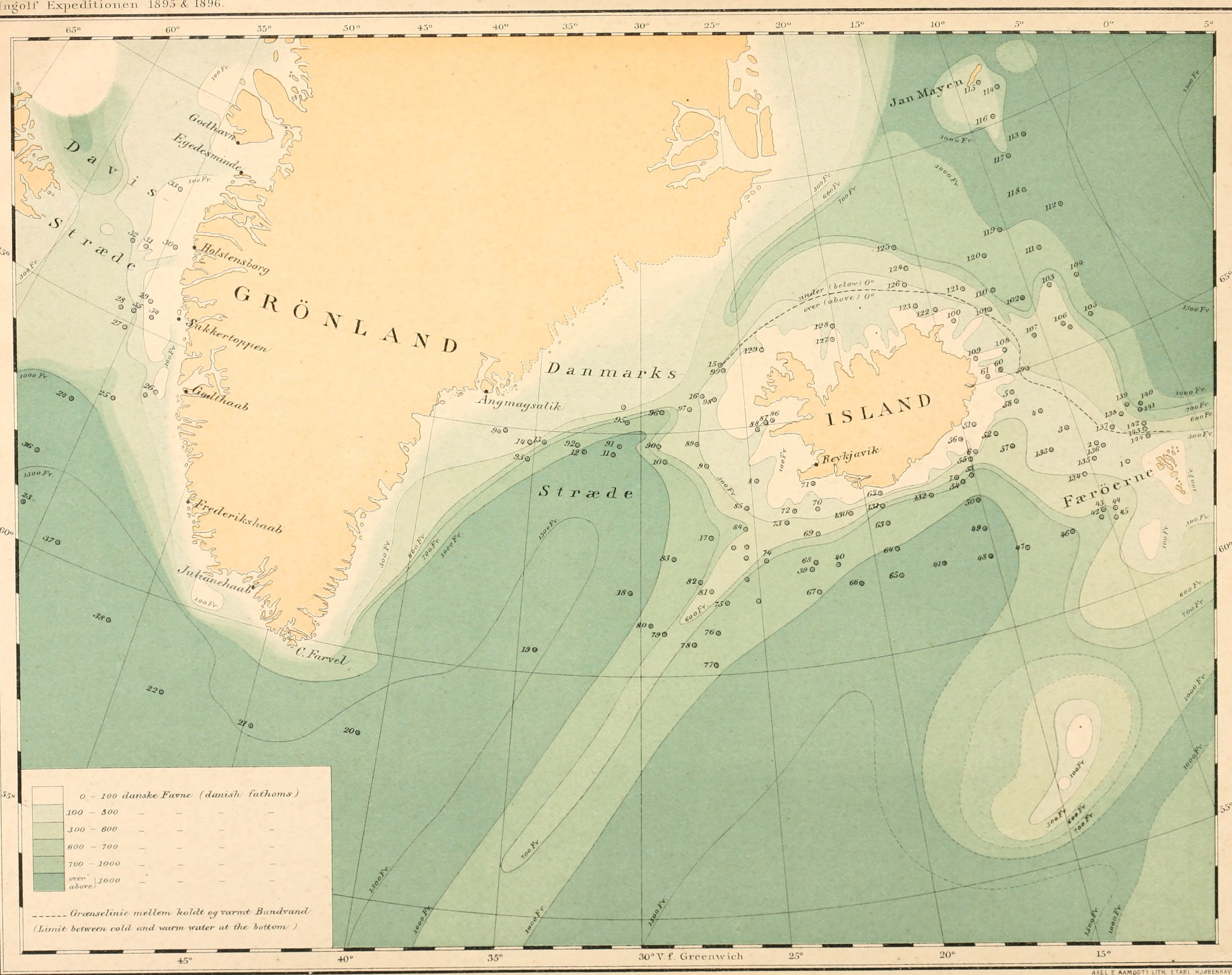
Ingolfexpeditionens undersökningsområde

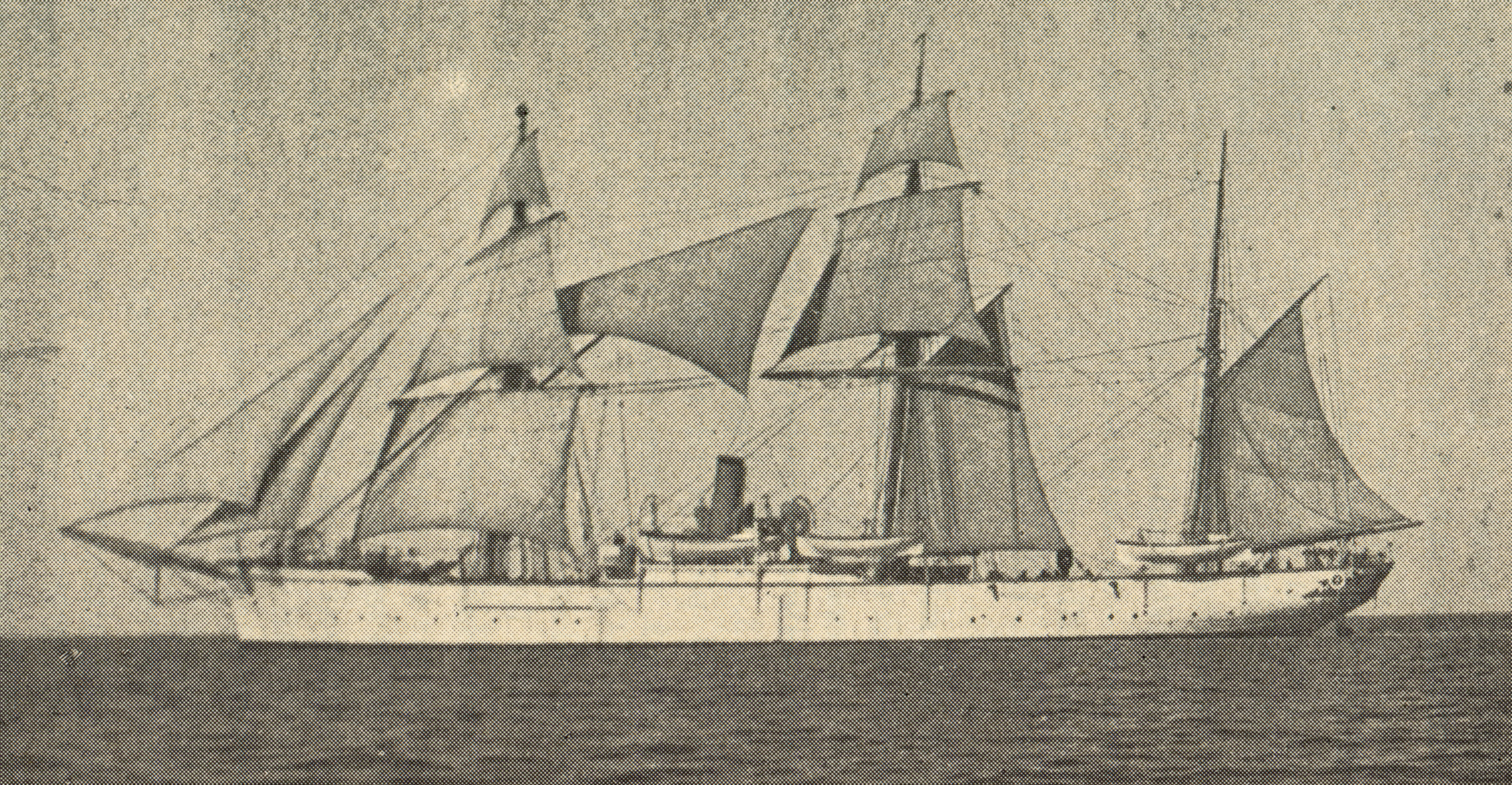
Örlogsskonerten Ingolf, omkring 1890

Ingolfexpeditionen 1885 och 1896 ('Danish Deep-Sea Expedition in the North Atlantic) var en dansk havsexpedition, som 1895 utforskade haven kring Island och Davis sund. Resultaten av Ingolfexpeditionen utgavs i ett omfattande verk, The Danish Ingolf-expedition.
Expeditionen varade ungefär fyra månader, och återupptogs sommaren 1896. Huvudsyftet var att samla zoologiska prov och expeditionen gjorde också omfattande hydrogeografiska mätningar. Expedionen leddes av örlogskaptenen Carl Frederik Wandel (1843–1930).
Örlogsskonerten Ingolf, på 544 ton, användes 1879 och 1895 för hydrografiska mätningar och andra vetenskapliga undersökningar i farvattnen öster om Grönland.